# 18-Methoxycoronaridine

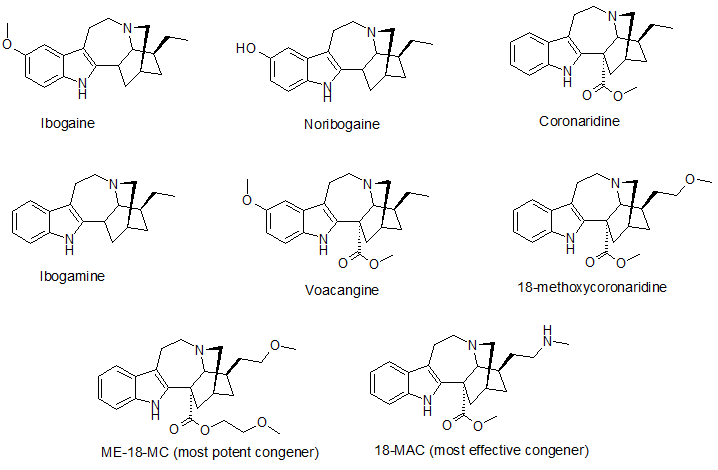
Molekylstrukturer hos olika ibogainderivat.

18-Methoxycoronaridine är ett syntetiskt derivat av psykoaktiva substansen ibogain. Det togs fram i ett försök att renodla ibogainets verkan som beroendeminskande preparat. I motsats till ibogain har 18-MC ingen affinitet för α4β2-nikotinerga receptorn, NMDA-receptorer eller serotoninåteruptagningsproteiner. Det har dessutom mindre affinitet för natriumkanaler och σ-opiodia receptorn. Dock binder det och aktiverar μ- samt κ-opioida receptorer.
Man har visat att det påverkar områden i hjärnstammen samt amygdala. Trots lyckade försök i djurmodeller för beroende har man ännu inte testat preparatet i studier på människor. Man har dessutom av 18-MC utvecklat ytterligare derivat, som har högre potens och effekt.